# Байда, Григорий Иванович
Григо́рий Ива́нович Байда (укр. Григорій Іванович Байда; 16 декабря 1902 — 25 января 1981) — комбайнер, Заслуженный механизатор сельского хозяйства УССР.
Дважды Герой Социалистического Труда (1951, 1958).

## Биография
Родился 16 декабря (3 декабря по старому стилю) 1902 года в селе Леськи, ныне Черкасского района Черкасской области.
В 1925—1928 годах работал у состоятельных крестьян. В 1929—1932 — работал на заводе.
В 1932—1938 годах был трактористом Криничанской МТС Криничанского района. Позже — комбайнер Новомосковской МТС (1938—1941 и 1945—1959 годы), а с 1959 года — комбайнер колхоза «Выдвиженец» Новомосковского района Днепропетровской области УССР.
С 1950 года занимался созданием новой сельхозтехники. В 1951 году создал новый тип виндроуэра для сбора зерновых колосовых культур. В 1956 году сконструировал трёхрядный кукурузоуборочный комбайн ККСБ-3.
Член КПСС с 1959 года. Депутат Верховного Совета УССР 5-го созыва.
Последние годы жизни жил и работал в городе Черкассы.
Умер 25 января 1981 года.

## Награды
- Дважды Герой Социалистического Труда:
  - 29.05.1951 — за успехи в развитии сельского хозяйства,
  - 26.02.1958 — за успехи в развитии сельского хозяйства.
- Награждён 2 орденами Ленина, 2 орденами Трудового Красного Знамени, медалью СССР, а также большой золотой (29.03.1955) и малой золотой (21.03.1956) медалями ВСХВ.

## Память
На родине Героя — в с. Лески — установлен бюст.